# Rad-Weltcup der Frauen 2009
Der Rad-Weltcup der Frauen 2009 war die 12. Austragung des Rad-Weltcups der Frauen, einer seit der Saison 1998 vom Weltradsportverband UCI ausgetragenen Serie der wichtigsten Eintagesrennen im Straßenradsport der Frauen. Die Fahrerinnenwertung gewann die Niederländerin Marianne Vos vom Team DSB Bank – Nederland Bloeit, die Teamwertung gewann das deutsche Cervélo Test Team.

## Rennen
| Datum         | Rennen                                         | Siegerin (Fahrerinnen) | Führende (Fahrerinnenwertung) | Sieger (Teams)              | Führender (Teamwertung) |
| ------------- | ---------------------------------------------- | ---------------------- | ----------------------------- | --------------------------- | ----------------------- |
| 29. März      | Trofeo Alfredo Binda-Comune di Cittiglio       | Marianne Vos           | Marianne Vos                  | Niederlande                 | Niederlande             |
| 5. April      | Flandern-Rundfahrt (Frauenrennen)              | Ina-Yoko Teutenberg    | Marianne Vos                  | Team Columbia Women         | CervéloTestTeam         |
| 13. April     | Ronde van Drenthe                              | Emma Johansson         | Emma Johansson                | Red Sun Cycling Team        | CervéloTestTeam         |
| 22. April     | La Flèche Wallonne                             | Marianne Vos           | Emma Johansson                | DSB Bank – Nederland Bloeit | CervéloTestTeam         |
| 10. Mai       | Schweiz                                        | Kristin Armstrong      | Marianne Vos                  | CervéloTestTeam             | CervéloTestTeam         |
| 30. Mai       | Kanada                                         | Emma Pooley            | Emma Johansson                | CervéloTestTeam             | CervéloTestTeam         |
| 31. Juli      | Open de Suède Vårgårda – Mannschaftszeitfahren | CervéloTestTeam        | Emma Johansson                | CervéloTestTeam             | CervéloTestTeam         |
| 2. August     | Open de Suède Vårgårda – Eintagesrennen        | Marianne Vos           | Emma Johansson                | CervéloTestTeam             | CervéloTestTeam         |
| 22. August    | Grand Prix de Plouay                           | Emma Pooley            | Marianne Vos                  | DSB Bank – Nederland Bloeit | CervéloTestTeam         |
| 13. September | Deutschland                                    | Kirsten Wild           | Marianne Vos                  | CervéloTestTeam             | CervéloTestTeam         |

## Fahrerinnenwertung
|     | Fahrer              | Team                           | Punkte |
| --- | ------------------- | ------------------------------ | ------ |
| 1.  | Marianne Vos        | DSB Bank – Nederland Bloeit    | 407    |
| 2.  | Emma Johansson      | Red Sun Cycling Team           | 379    |
| 3.  | Kirsten Wild        | CervéloTestTeam                | 248    |
| 4.  | Ina-Yoko Teutenberg | Team Columbia Women            | 160    |
| 5.  | Emma Pooley         | CervéloTestTeam                | 150    |
| 6.  | Kristin Armstrong   | CervéloTestTeam                | 149    |
| 7.  | Loes Gunnewijk      | Team Flexpoint                 | 145    |
| 8.  | Trixi Worrack       | Equipe Nürnberger Versicherung | 123    |
| 9.  | Grace Verbeke       | Lotto Belisol Ladies           | 103    |
| 10. | Andrea Bosman       | Leontien.nl                    | 103    |

## Teamwertung
|    | Team                        | Punkte |
| -- | --------------------------- | ------ |
| 1. | CervéloTestTeam             | 780    |
| 2. | DSB Bank – Nederland Bloeit | 394    |
| 3. | Red Sun Cycling Team        | 384    |